# Serviços de indexação e resumo
Um serviço de resumo é um serviço que fornece resumos de publicações, geralmente sobre um assunto ou grupo de assuntos relacionados, geralmente por assinatura. Um serviço de indexação é um serviço que atribui descritores e outros tipos de pontos de acesso a documentos. O serviço de indexação de palavras é hoje usado principalmente para programas de computador, mas também pode abranger serviços que fornecem índices de última hora, índices de periódicos e tipos relacionados de índices. Um serviço de indexação e resumo é um serviço que fornece redução ou resumo de documentos e atribuição de descritores para documentos de referência.
O produto é frequentemente uma revista de resumos ou um índice bibliográfico, que pode ser uma bibliografia temática ou uma base de dados bibliográfica.